# Queixome
Queixome, Quêixome ou Qeshm (em persa: قشم, pronunciado kē´shm) é uma ilha situada no estreito de Ormuz a sul da costa do Irão, a este do golfo Pérsico.
O estreito de Khouran separa o continente asiático da ilha de Queixome. É a maior ilha do Irão e a maior do golfo Pérsico. Tem uma área de 1500 km² e quase 136 km de comprimento.
O explorador William Baffin foi fatalmente ferido em Queixome em 1622 durante uma batalha contra os portugueses. O forte de Queixome foi uma possessão do Império Português.
Queixome é um geoparque integrado na Rede Mundial de Geoparques.

## Ver também

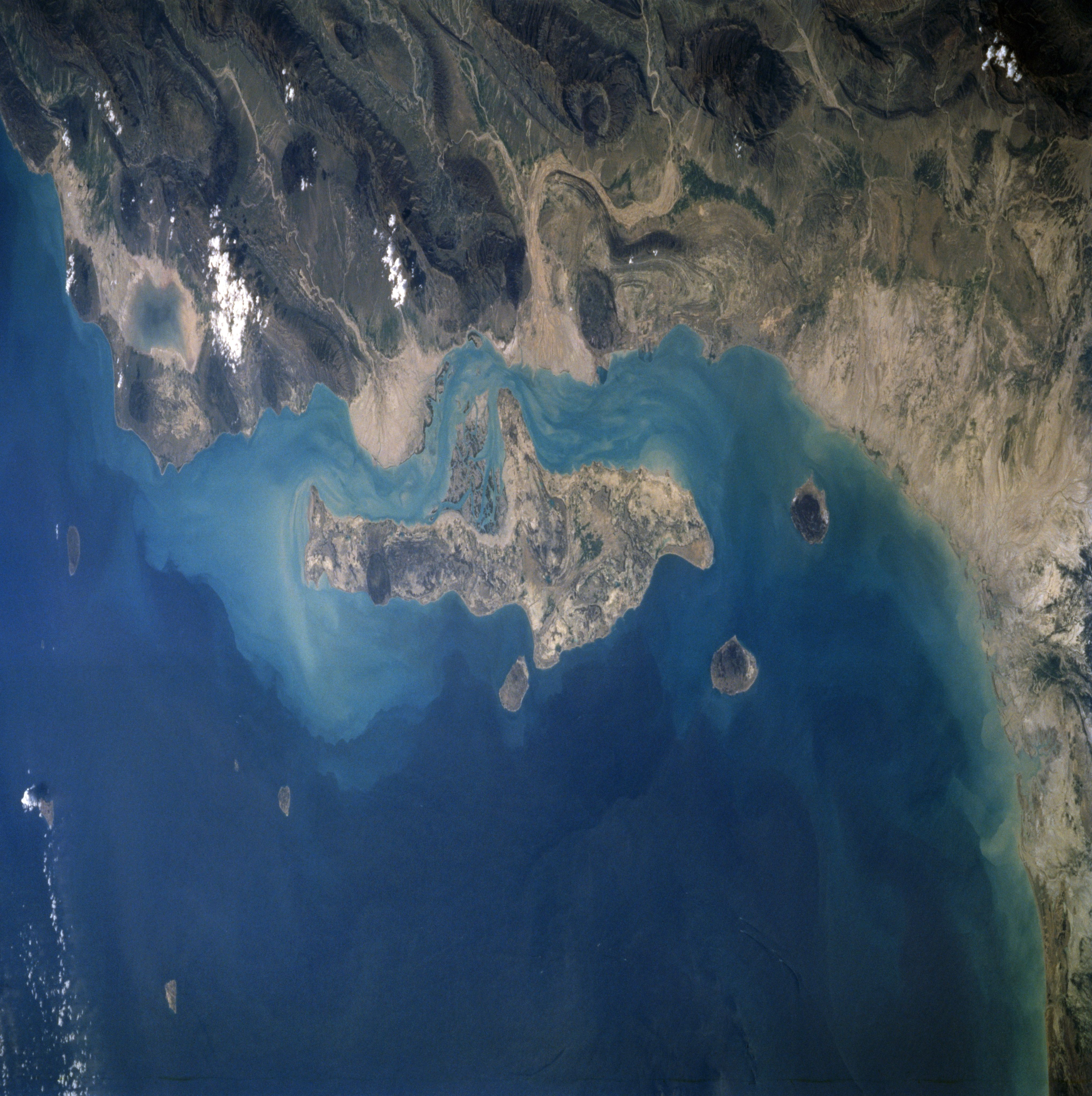
Imagem de satélite da ilha de Queixome

## Ligações externas

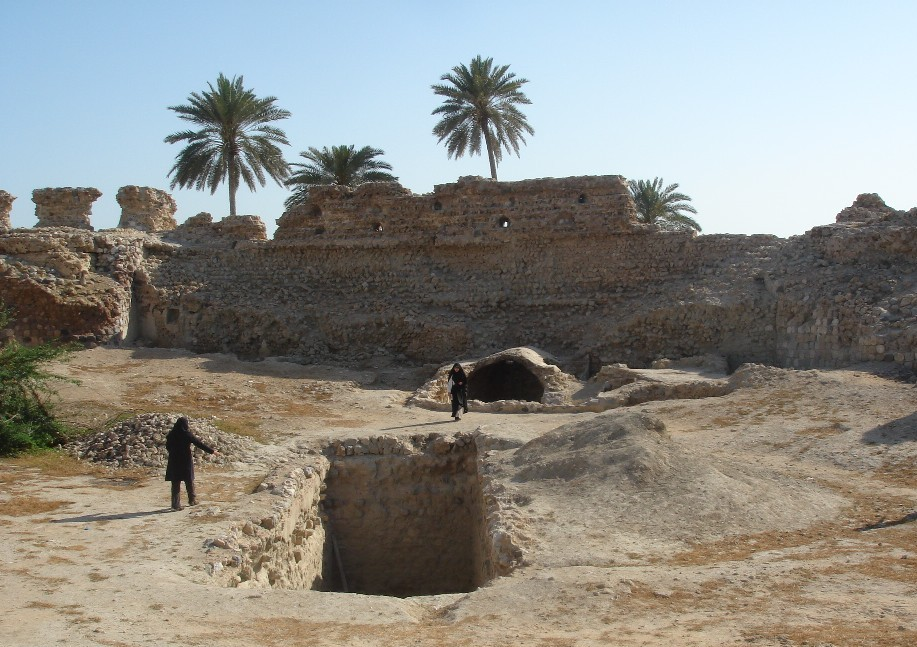
Forte de Queixome